# 库尔-圣莫里斯
库尔-圣莫里斯（法語：Cour-Saint-Maurice，法語發音：[kuʁ sɛ̃ moʁis]）是法国杜省的一个市镇，属于蒙贝利亚尔区。该市镇于1790-1794年间由库尔（Cour）和圣莫里斯（Saint-Maurice）合并而成。

## 地理
库尔-圣莫里斯（47°15'22"N, 6°42'3"E）面积4.47 平方千米，位于法国勃艮第-弗朗什-孔泰大區杜省，该省份为法国东部内陆省份，北起上索恩省，西接汝拉省，东部及东南部与瑞士接壤，东北部与贝尔福地区省接壤。
与库尔-圣莫里斯接壤的市镇（或旧市镇、城区）包括：奥尔让-布朗什方丹、沃克吕兹、沃克吕索特、贝勒埃尔布、巴特南-瓦兰。

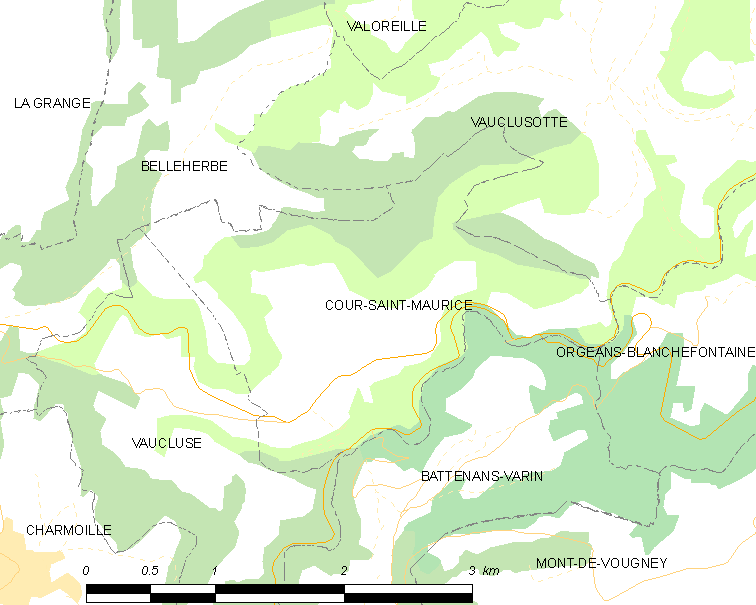
库尔-圣莫里斯的OSM定位图

库尔-圣莫里斯的时区为UTC+01:00、UTC+02:00（夏令时）。

## 行政
库尔-圣莫里斯的邮政编码为25380，INSEE市镇编码为25173。

## 政治
库尔-圣莫里斯所属的省级选区为瓦尔达翁县。

## 人口

1962-2008年间库尔-圣莫里斯人口变化图示

库尔-圣莫里斯于2022年1月1日时的人口数量为148人。